# برادنتون (فلوریدا)
برادنتون (به انگلیسی: Bradenton) شهری در شهرستان ماناتی ایالت فلوریدا است که در سال ۱۹۰۳ بنیان‌گذاری شده‌است. این شهر طبق سرشماری سال ۲۰۱۰ میلادی، ۴۹٬۵۴۶ نفر جمعیت داشته و مساحت آن نیز ۳۷٫۴ کیلومتر مربع است.